# マリア・イザベル・デ・アルカンタラ・ボルボン

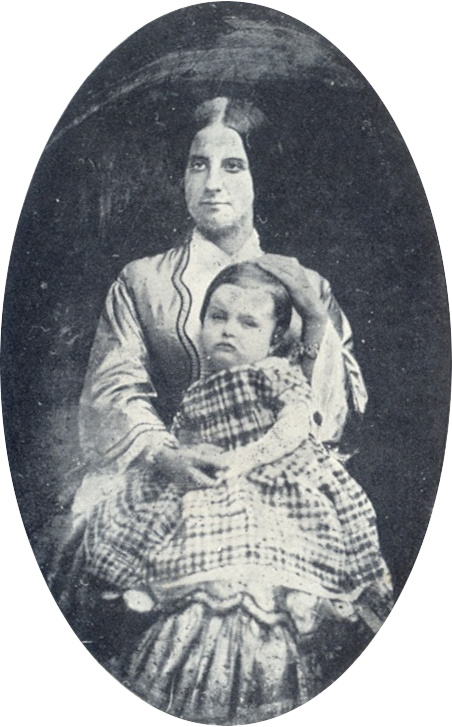
自分の子を抱くイグアス伯爵夫人、1852年頃

マリア・イザベル・デ・アルカンタラ・ボルボン（Maria Isabel de Alcântara Bourbon, 1830年2月28日 - 1896年9月5日）は、帝政期ブラジルの女性。ブラジル皇帝ペドロ1世とその妾サントス侯爵夫人の間に生まれた4番目にして最後の非嫡出子。結婚に伴いイグアス伯爵夫人（Condessa de Iguaçu）となった。

## 生涯
父帝が1829年のロイヒテンベルク公女アメリアとの再婚に際し、母を宮廷から追放した後で誕生した。1827年に誕生したが生後2か月で亡くなった次姉、セアラ公爵夫人マリア・イザベルと同じ洗礼名を与えられた。ペドロ1世は認知こそしたものの、マリア・イサベルには彼女の同母兄姉に与えたような爵位・栄典を授けることはせず、1834年の死去時の遺言でも彼女に財産分与をしなかった。同じ遺言の中で、ペドロ1世はマリア・イサベルについて、彼女の長姉ゴイアス公爵夫人と同じように欧州に呼び寄せ、より質の高い教育を受けさせるよう正妃アメリア皇后に頼んでいた。しかし、母サントス侯爵夫人は先帝の遺志に従うことを拒否し、末娘を欧州に送り出そうとはしなかった。
18歳のとき、ブラジル貴族のイグアス伯爵ペドロ・カルデイラ・ブラント（1814年 - 1881年）の後妻となる縁談があり、2人は1848年9月2日リオデジャネイロで結婚。間に7人の子が生まれた。夫はペドロ1世の重臣バルバセナ侯爵の息子であった。66歳で死去し、サンパウロ市街のコンソラサン墓地に葬られた。

## 引用・脚注
1. 1 2 3  Veiga, Edison (2015年6月27日). “Filha de d. Pedro foi sepultada no Cemitério da Consolação” (portuguese).  São Paulo:  O Estado de S. Paulo. 2015年6月29日閲覧。
2. ↑  D. Maria Isabel de Alcântara Brasileira, 1.ª duquesa de Ceará – GeneAll.net
3. ↑  Rangel 1928, p. 447.
4. ↑  Lewin 2003, p. 155-156.
5. ↑  Viana 1968, p. 206.